# Anisia obscurifrons
Anisia obscurifrons är en tvåvingeart som beskrevs av Wulp 1890. Anisia obscurifrons ingår i släktet Anisia och familjen parasitflugor. Inga underarter finns listade i Catalogue of Life.